# Bruce Kimball
Bruce D. Kimball (* 11. Juni 1963 in Ann Arbor) ist ein ehemaliger US-amerikanischer Wasserspringer. Er trat im 10-m-Turmspringen an. Zu seinen größten Erfolgen zählt der Gewinn einer olympischen Medaille und zweier Medaillen bei Weltmeisterschaften.
Kimballs Vater Dick war ein erfolgreicher Trainer, der viele Athleten zu Olympischen Spielen geführt hat und in die International Swimming Hall of Fame aufgenommen wurde. So war früh vorgezeichnet, dass auch Bruce Kimball Wasserspringer werden würde. Seine Karriere schien jedoch jäh gestoppt, als er im Jahr 1981 bei einem Autounfall schwere Gesichtsverletzungen erlitt. Nach neun Monaten Verletzungspause kehrte Kimball jedoch auf den Sprungturm zurück. Er qualifizierte sich für die Weltmeisterschaft 1982 in Guayaquil, wo er vom 10-m-Turm die Bronzemedaille gewann. Im Jahr darauf war er auch bei den Panamerikanischen Spielen in Caracas erfolgreich, dort gewann er die Silbermedaille. Wiederum ein Jahr später feierte er seinen sportlichen größten Erfolg. Bei den Olympischen Spielen 1984 in Los Angeles gewann er hinter seinem Landsmann Greg Louganis die Silbermedaille vom Turm. Im Jahr 1986 wiederholte er den Gewinn der Bronzemedaille vom Turm bei der Weltmeisterschaft in Madrid.
Kurz vor dem Qualifikationswettbewerb zu den Olympischen Spielen 1988 endete dann Kimballs Karriere abrupt. Er verursachte unter Alkoholeinfluss einen schweren Verkehrsunfall, bei dem zwei Kinder starben und weitere schwer verletzt wurden. Erst danach wurde bekannt, dass Kimball seit längerem ein Alkohol- und Drogenproblem hatte. Er wurde zu 17 Jahren Haft verurteilt, wurde aber nach knapp fünf Jahren vorzeitig entlassen. Seit seiner Haftentlassung arbeitet Kimball an der New Trier High School in Winnetka als Trainer im Bereich Wasserspringen und engagiert sich ehrenamtlich im Bereich der Suchtprävention.